# 2020年那空叻差是瑪府槍擊案
2020年那空叻差是瑪府槍擊案是一件发生于2020年的泰国枪击案。

## 历史
2020年2月8日，一名泰國皇家軍隊士官乍甲班特·托馬（จักรพันธ์ ถมมา；）在那空叻差是瑪府首府那空叻差是瑪（俗稱呵叻）的素拉探比塔格軍營（；）射杀一名指挥官和另外两人，随后驾驶悍馬离去并于闹市区持枪连杀十余人，后逃进“Terminal 21”呵叻商場，并向购物中心食堂内的一个煤气罐开火致其爆炸，又劫持16人作為人質。泰國警方派遣反恐特警组到现场围捕凶手。他的母亲亦被当局带到现场试图说服他投降。
乍甲班特·托馬在與警方對峙前，曾在Facebook上貼出一張手槍的照片，文字寫著「是時候變得興奮了」和「沒有人能避免死亡」。袭击期间又在Facebook Live上进行网络直播，并在Facebook上发表消息询问他是否应该投降。之后，他个人资料被删除。
2月9日上午9:22，泰国皇家警察宣布肇事者已被击毙。